# Vladislav II. Poljski
Vladislav II. Poljski ali Jagielo (litovsko Jogaila, poljsko Jagiełło), litovski veliki vojvoda, poljski kralj, * 1351-1362, † 1. junij 1434, Grodek.
Jagielo, litovski veliki vojvoda od leta 1377, je moral svoj položaj najprej ubraniti pred sorodniki. Leta 1386 je sprejel katoliško vero in se poročil s poljsko kraljico Jadvigo; po njeni smrti leta 1399 je vladal sam, kot poljski kralj Vladislav II. Skupaj z bratrancem Vitautasom sta leta 1410 v bitki pri Grunvaldu odločilno premagala Tevtonski viteški red in ga ustavila pri osvajanju vedno novih ozemelj. V njegovem času je postala personalna unija Poljska-Litva ena vodilnih držav vzhodne Evrope. Jagielo je začetnik rodbine Jageloncev.
Jagielo je bil sin litovskega velikega vojvode Algirdasa in njegove druge žene Uljane Aleksandrovne Tverske. Čeprav je imel veliko starejših polbratov in bratov, ga je oče določil za svojega naslednika, kar pa je pripeljalo do državljanske vojne.

## Povzetek predhodnih dogodkov
Jagielov ded, litovski veliki vojvoda Gediminas (vladal 1316-41) je razširil meje Litve na ozemlja današnje Belorusije. Po njegovi smrti sta njegova sinova Algirdas in Kęstutis izrinila ostale brate in si državo razdelila: Algirdas je kot veliki vojvoda Litve vladal iz glavnega mesta Vilne in obvladoval jugovzhodni del države, Kęstutis pa je imel sedež v Trakaju in je kot knez Trakaja vladal severozahodnemu delu države. Kęstutis je imel na skrbi obrambo zahodnih meja države proti nemškim vitezom, ki so s papeževim blagoslovom pokristjanjevali, še toliko bolj nasilno, ker se je že pred njihovim prihodom ponekod spontano z vzhoda razširilo pravoslavje. Algirdas je bil usmerjen proti vzhodu in je na račun ruskih kneževin razširil vzhodno mejo Velikega vojvodstva daleč proti vzhodu (kakih 100 km od Moskve) in po zmagi nad Zlato hordo leta 1362 v bitki pri Sinjih vodah (ob reki Sinjuži, levemu pritoku Južnega Buga) dobil oblast tudi nad Kijevom, Podolijo in slabo naseljenimi stepami vse do Črnega morja; vendar je bila ta njegova oblast šibka in vprašljiva.
Z Algirdasovo smrtjo leta 1377 se je harmonično delovanje obeh delov države porušilo. Nasledstvo Jagiela, sina iz Algirdasovega drugega zakona, so izpodbijali starejši bratje in stric Kęstutis.

## Jagielov boj za oblast v Litvi
Jagielu sta najprej oporekala položaj velikega vojvode najstarejša polbrata Andrej, knez v Pskovu in Polocku in Dimitrij, knez v Brjansku. Proti polbratu sta se povezala z moskovskim knezom Dimitrijem Donskim. Jagielo je iskal zavezništvo pri Moskovski kneževini sovražni Zlati hordi. Po bitki med Rusi in Mongoli na Kulikovem polju leta 1380, v kateri Jagielo s svojo vojsko ni sodeloval, so bili Rusi kljub zmagi tako oslabljeni, da za Jagiela niso bili več nevarni in se je lahko posvetil spopadu za oblast s stricem Kęstutisom.
Jagielo je na skrivaj sklenil proti stricu zavezništvo s Tevtonskim viteškim redom. V vojni, ki je izbruhnila, so nemški vitezi najprej zavzel Trakajsko vojvodino in pokrajino Žemajtijo. Leta 1381 je Kęstutis udarec vrnil, zavzel Vilno in se proglasil za velikega vojvodo Litve. Naslednje leto je Jagielo ponovno zbral vojsko očetovih vazalov, ki niso bili zadovoljni s Kęstutisovim vladanjem. Kęstutis je to pot ocenil, da je Jagielova vojska premočna, da bi se z njo spopadel in se je prišel pogajat. Med pogajanji je Jagielo strica in njegovega sina Vitolda prijel in zaprl. Kęstutisa so po nekaj dneh našli v zaporu mrtvega. Jagielo je razglasil, da se je stric v zaporu obesil, priredil slavnostni pogreb in samostojno zavladal. Vitold je čez nekaj časa pobegnil in se zatekel k nemškim vitezom. Ti so ga podprli, veseli da lahko podpihujejo spor med bratrancema. Vitold jim je obljubil vazalstvo in pokrajino Žemajtijo do reke Njemen. Vendar napadalci Vilne niso uspeli zavzeti.
Leta 1384 je Jagielo, ki je potreboval mir, Vitoldu obljubil, da mu bo vrnil očetova ozemlja in med njima je prišlo do sprave.

## Jagielo, poljski kralj Vladislav II.
Leta 1384 so poljski plemiči, ki so se po smrti ogrskega in poljskega kralja Ludvika I. želeli znebiti ogrskega vpliva in spet vzpostaviti močno narodnostno kraljevino, ponudili Jagielu poroko z mlado poljsko kraljico Jadvigo. Za pogoj so mu postavili pokristjanjenje Litovcev po rimskem obredu in združitev Litve s Poljsko. Jagielo je ocenil načrt za strateško ugoden. S sporazumom v Krevu leta 1385 so se dogovorili o pogojih združitve. Jagielo se je dal krstiti kot Vladislav, se poročil z Jadvigo in bil 4. marca 1386 v Krakovu kronan za poljskega kralja. V eni osebi je bil poljski kralj in litovski veliki vojvoda in je tako Poljsko in Litvo povezal v mnogoetnično in mnogoriligiozno personalno unijo.
Leta 1387 je bila v Vilni ustanovljena škofija, ki je takoj začela s pokristjanjevanjem. Pravice litovskih katoliških plemičev so bile izenačene s pravicami poljskih plemičev. Prostrana območja proti vzhodu pa so ostala pod vplivom pravoslavja.
Takoj so začeli odstranjevati ogrski vpliv; odstranili so ogrske posadke v Rdeči Ruteniji in v Podolju. Moldavski hospodar Peter, ki je bil prej ogrski vazal, se je poklonil Jadvigi in Jagielu. Poljski in litovski trgovci so dobili dostop do bogate orientalske trgovine preko črnomorskih mest Kaffa (Feodosija na Krimu) in Akkerman (sedaj Belgorod-Dnestrovski). 

## Vitoldova avantura
Mnogim Litovcem pa združitev s Poljsko ni bila všeč. Bali so se, da bo njihov vladar v Krakovu podlegal poljskemu vplivu. Opozicijo je vodil Vitold, ki ni bil zadovoljen, da se Jagielo izmika obljubam, danim mu leta 1384. Ponovno se je povezal s Tevtonskim viteškim redom in se začel upirati. Jagielo je problem nazadnje odpravil s sporazumom v Ostrovu leta 1392, v katerem je Vitoldu dal popolnoma proste roke, da je v njegovem imenu vladal v Litvi. 
Vitold je tedaj začel uresničevati svoje velike vladarske načrte; prodrl je proti vzhodu, leta 1395 je zavzel Smolensk in postal sosed Velike moskovske kneževine. Njegov naslednji cilj je bila osvojitev ozemlja nekdanje Zlate horde. Leta 1398 si je (brez soglasja Jagiela) zavaroval hrbet s tem, da je tevtonskim vitezom, v zameno za prekinitev sovražnosti, predal pokrajino Žemaitijo. Zbral je ogromno vojsko (sestavljeno iz litovskih, poljskih in moldavskih čet, čet podrejenih ruskim knezom, Tohtamiševih Mongolov in celo nemških vojakov). To vojsko pa je leta 1399 v bitki ob reki Vorskli (severno od Poltave) katastrofalno porazila vojska kana Timurlenka in s tem končala Vitoldove velike sanje.
Leta 1399 je umrla Jadviga. Poljski velikaši so Jagiela ponovno priznali za poljskega kralja, zahtevali pa so boljšo ureditev odnosov z Litvo, kajti Tevtonski viteški red je še vedno s pridom izkoriščal nesoglasja med Jagielom in Vitoldom. Počasi sta to spoznala tudi bratranca. Jagielo je tako leta 1401 Vitolda imenoval za vladajočega velikega vojvodo v Litvi pod pogojem, da bosta Poljska in Litva nedeljivo združeni v skupni zunanji politiki.

## Vojne s Tevtonskim viteškim redom
Leta 1409 so Litovci v pokrajini Žemaitiji (na vzpodbudo Jagiela in Vitolda) dvignili vstajo proti tevtonskim vitezom. Po nekaj nadaljnjih medsebojnih grožnjah je veliki mojster viteškega reda Ulrich von Jungingen napovedal Jagielu vojno. Sprva so imeli vitezi nekaj vojaških uspehov, leta 1410 pa jih je v eni največjih bitk srednjega veka pri Grunvaldu odločilno premagala poljsko-litovska vojska pod vodstvom Jagiela in Vitolda. Litovsko-poljski vojski v nadaljevanju ni uspelo zavzeti njihove prestolnice Malbork (Marienburg), s čimer je izgubila priložnost, da bi red dokončno uničila; vsekakor pa je toliko oslabila njegovo (prej nepremagljivo) vojaško moč, da je za nekaj stoletij zavrla nemško ekspanzijo proti vzhodu. Mir v Torunju je vitezom pustil večino ozemelj; Poljska je dobila nazaj le pokrajino Dobrzyń, Litva pa pokrajino Žemaitijo (poljsko: Žmudž, nemško: Samogitia, po pomenu: Nižavje).
Sledili sta še dve vojni. Vojna v letih 1421-22 se je končala z mirom v Melnu, v katerem se je Jagielo odpovedal Pomorjanskemu in pokrajini Chełmno (nemško: Kulm). Tretja vojna (1432-35), že po Vitoldovi smrti, je bila pogojena s sovražnim odnosom njegovega naslednika, vojvode Świdrygiełłe do Poljske in se je končala (po Jagielovi smrti) z mirom v Brześć Kujavskem, s katerim je viteški red ohranil svojo posest.

## Vzporedni upravni in politični dogodki
Jagielo je leta 1412 pridobil 16 (v glavnem nemških) gorskih mest v Spišu, južno od Visokih Tatr, in s tem Poljakom zagotovil delež v izkoriščanju rudnih bogastev Zgornje Ogrske.
Leta 1413 sta Jagielo in Vitold v kraju Horodło ob Zahodnem Bugu sklenila sporazum, ki je dopolnil prejšnje (sklenjene v Krevu, Vilni in Radomu) in še tesneje povezal Poljsko in Litvo. Litva je dobila lastnega velikega vojvodo in svoje predstavništvo, katoliškemu litovskemu nižjemu plemstvu (tako kot prej že višjemu) so bile dane enake pravice kot jih je imela poljska šlahta; s tem so bili povzdignjeni nad pravoslavne rutenske bojarje. Poljski plemiči so smeli nastaviti svojega monarha le s pristankom litovskih plemičev, litovski pa izvoliti svojega velikega vojvodo le s pristankom poljskega monarha.
Leta 1420 so na Češkem izbruhnile husitske vojne (1420-34). Husiti so gledali na Poljsko kot na zaveznico proti Sigismundu Luksemburškemu, dediču na položaju češkega kralja. Jagielu, ki jim je bil sprva naklonjen, so ponudili češko krono pod pogojem, da sprejme njihove 4 člene iz Prage. Jagielo je moral pod vplivom mogočnega krakovskega škofa Zbigniewa Oleśnickega ponudbo odkloniti. Pod škofovim vplivom je leta 1424 v Wieluńu celo izdal strog edikt, naperjen proti simpatizerjem husitov med poljskim plemstvom. Pač pa je husitsko ponudbo sprejel Vitold. V Vitoldovem imenu je potem knez Sigismund Koributovič skušal v naslednjih letih politično in vojaško sodelovati v dogajanju na Češkem. Leta 1429 so poljske čete prestregle češko krono na poti iz Prage v Vilno in s tem končale tokratno češko epizodo.
Jagielo je dobil prvega moškega naslednika šele leta 1424, v svoji visoki starosti, zato ga je skrbelo ali bo poljsko plemstvo sprejelo mladoletnega naslednika. Zato je s privilegiji, izdanimi v Brześć Kujawskem (1425) in Jedlini (1430) in poznanimi kot neminem captivabimus nisi jure victum ('nikogar ne bomo zaprli brez sojenja'), skušal pridobiti poljsko plemstvo.
Po Vitoldovi smrti, leta 1430, je kralj imenoval za litovskega velikega vojvodo svojega zadnjega še živečega brata Świdrygiełło, ki pa se ni izkazal lojalen bratu. Skušal je uveljaviti popolno neodvisnost Litve od Poljske in enakopravnost pravoslavnih rutenskih bojarjev s katoliškimi plemiči. Vodil je zunanjo politiko v izrazitem nasprotju s poljskimi interesi; povezal se je s Sigismundom Luksemburškim in Tevtonskim viteškim redom, kar je pripeljalo do nove vojne v med Poljsko in vitezi. Šele po Jagielovi smrti leta 1434 je uspelo Vitoldovemu bratu Sigismundu Kęstutaitisu na čelu litvanske opozicije in poljskih pomožnih čet zatreti Świdrygiełłovo vstajo. Iz tega obdobja pa je ostala izenačenost pravic pravoslavnih bojarjev s katoliškim plemstvom.
Jagiela je nasledil desetletni sin Vladislav III.

## Jagielova družina
Jagielova prva žena Jadviga je rodila eno hčer; obe sta umrli kmalu po porodu.
V svojem drugem zakonu (1402) je bil Jagielo poročen z Ano Celjsko; iz zakona izhaja hči Hedviga (1408-1432).
Tretji zakon z Elizabeto Granovsko, hčerko sandomierskega kneza Oton Pilitza, je bil brez otrok.
Četrta Jagielova žena (poročen leta 1422) Zofija Holšańska, hči Andreja Holšanskega, Vitoldovega svaka, je rodila tri sinove:
- Vladislav III. (1424-44), poljski in ogrski kralj
- Kazimir, umrl kot otrok
- Kazimir IV. Andrej (1427-92), poljski kralj.